# Liste der Biografien/Goo
Liste der Biografien |
Portal Biografien |
Personensuche
# |
A |
B |
C |
D |
E |
F |
G |
H |
I |
J |
K |
L |
M |
N |
O |
P |
Q |
R |
S |
T |
U |
V |
W |
X |
Y |
Z |
?
 
Ga |
Gb |
Gc |
Gd |
Ge |
Gf |
Gh |
Gi |
Gj |
Gk |
Gl |
Gm |
Gn |
Go |
Gp |
Gq |
Gr |
Gs |
Gu |
Gv |
Gw |
Gy |
Gz
 
Goa |
Gob |
Goc |
God |
Goe |
Gof |
Gog |
Goh |
Goi |
Goj |
Gok |
Gol |
Gom |
Gon |
Goo |
Gop |
Gor |
Gos |
Got |
Gou |
Gov |
Gow |
Goy |
Goz
Die Liste der Biografien führt alle Personen auf, die in der deutschsprachigen Wikipedia einen Artikel haben. Dieses ist eine Teilliste mit 467 Einträgen von Personen, deren Namen mit den Buchstaben „Goo“ beginnt.

## Goo
- Goo, Bon-cheul (* 1999), südkoreanischer Fußballspieler

### Goob
- Goobie, Beth (* 1959), kanadische Schriftstellerin und Psychotherapeutin

### Gooc
- Gooch, Brad (* 1952), US-amerikanischer Autor
- Gooch, Charmian (* 1965), britische Historikerin, Kampagnerin und Mitbegründerin von Global Witness
- Gooch, Daniel (1816–1889), britischer Eisenbahningenieur und Politiker, Mitglied des House of Commons
- Gooch, Daniel Fulthorpe (1869–1926), britischer Adliger und Forschungsreisender
- Gooch, Daniel Linn (1853–1913), US-amerikanischer Politiker
- Gooch, Daniel W. (1820–1891), US-amerikanischer Politiker
- Gooch, Frank Austen (1852–1929), US-amerikanischer Chemiker
- Gooch, George Peabody (1873–1968), britischer Historiker, Mitglied des House of Commons
- Gooch, Graham (* 1953), englischer Cricketspieler
- Gooch, Joe (* 1977), britischer Gitarrist
- Gooch, Lynden (* 1995), US-amerikanischer Fußballspieler
- Gooch, Troy (* 2000), US-amerikanischer Volleyballspieler
- Gooch, Warren (* 1953), US-amerikanischer Komponist und Musikpädagoge
- Gooch, William (1681–1751), britischer Offizier und Kolonialgouverneur
- Gööck, Roland (1923–1991), deutscher Schriftsteller und Herausgeber

### Good
- Good Groove (1968–2014), deutscher DJ, Musiker und Labelbetreiber
- Good Natured, The (* 1991), britische Elektropopsängerin
- Good, Barbara, irische Badmintonspielerin
- Good, Bob (* 1965), US-amerikanischer Politiker der Republikanischen Partei
- Good, Curtis (* 1993), australisch-englischer Fußballspieler
- Good, Dorothy, jüngste Angeklagten in den Hexenprozessen von Salem (1692)
- Good, Ernst (* 1950), Schweizer Skirennfahrer
- Good, Esther (* 1987), Schweizer Skirennläuferin
- Good, Francisca (1675–1742), Oberin eines Kapuzinerinnenklosters
- Good, Franz Anton (1793–1866), Schweizer Politiker
- Good, Irving John (1916–2009), britischer Mathematiker und Kryptologe
- Good, Jack (1931–2017), britischer Fernsehproduzent und Manager
- Good, James William (1866–1929), US-amerikanischer Politiker
- Good, Jasper (* 1996), US-amerikanischer Nordischer Kombinierer
- Good, Karl Friedrich (1841–1896), Schweizer Jurist und Politiker
- Good, Kirill (* 1996), belarussischer Musiker, Songwriter, Fernsehseriendarsteller und Fernsehmoderator
- Good, Mary L. (1931–2019), US-amerikanische Chemikerin
- Good, Matthew (* 1971), kanadischer Sänger, Komponist und Aktivist
- Good, Meagan (* 1981), US-amerikanische SchauspielerinMeagan Good (* 1981)

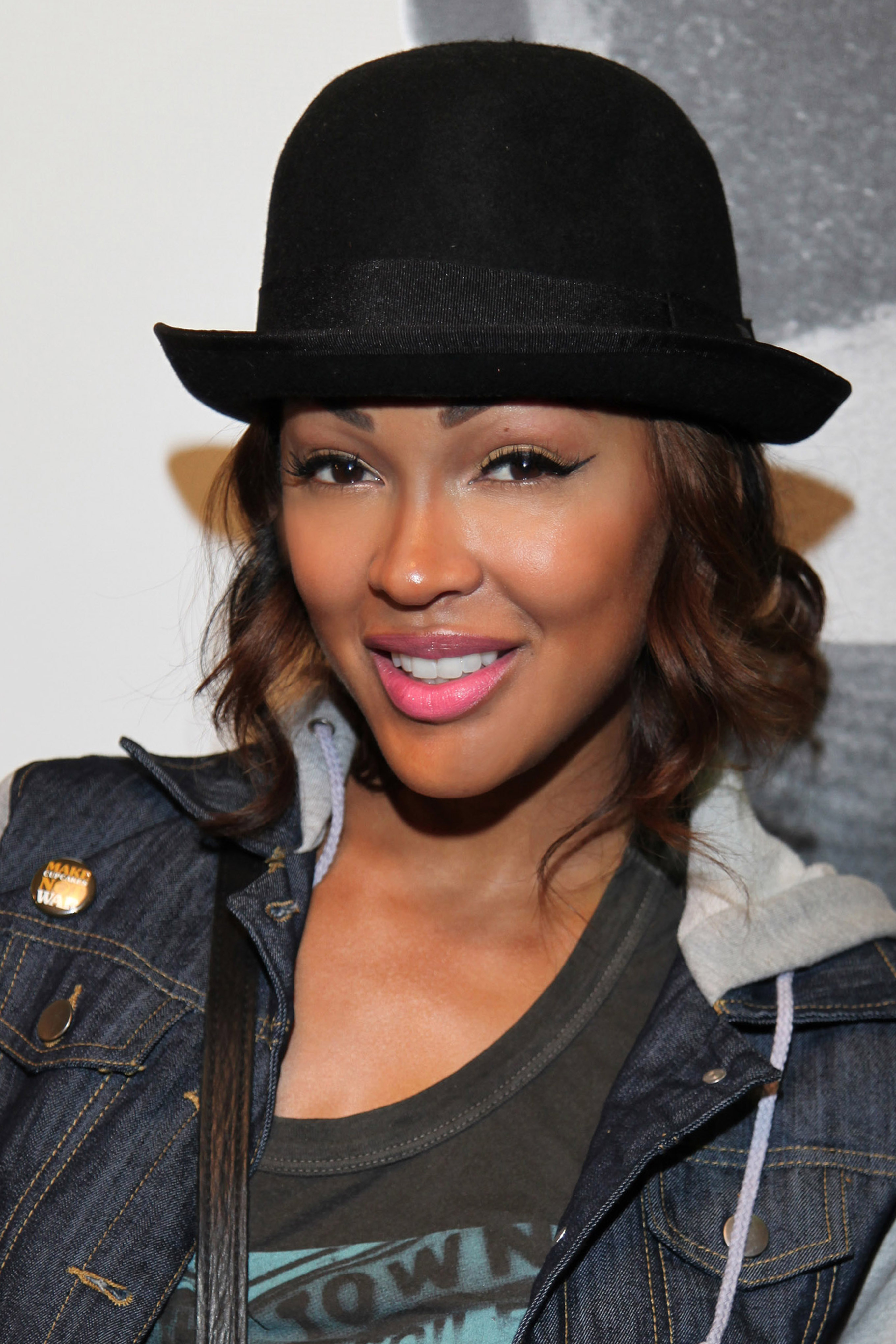
Meagan Good (* 1981)

- Good, Melissa (* 1962), US-amerikanische Schriftstellerin
- Good, Michael Timothy (* 1962), US-amerikanischer Astronaut
- Good, Nicole (* 1998), Schweizer Skirennfahrerin
- Good, Paul (* 1942), Schweizer Philosoph
- Good, Robert A. (1922–2003), US-amerikanischer Mediziner (Immunologie)
- Good, Robert J. (1920–2010), US-amerikanischer Chemiker
- Good, Sandy (* 1944), US-amerikanische Umweltaktivistin und Mitglied der Manson Family
- Good, Sarah († 1692), Opfer der Hexenverfolgung
- Good, Susi (* 1966), Schweizer Sportkletterin
- Good, Wilhelm (1830–1897), Schweizer Unternehmer und Politiker

#### Gooda
- Goodacre, Geoff (1927–2004), australischer Hürdenläufer
- Goodacre, Jedidiah (* 1989), kanadischer Schauspieler und Synchronsprecher
- Goodacre, Mark (* 1967), britischer Neutestamentler
- Goodacre, Walter (1856–1938), britischer Astronom
- Goodale, Anna (* 1983), US-amerikanische Ruderin
- Goodale, George Lincoln (1839–1923), US-amerikanischer Botaniker
- Goodale, Jane C. (1926–2008), US-amerikanische Anthropologin
- Goodale, Melvyn (* 1943), kanadischer Neurowissenschaftler und Psychologe
- Goodall, Caroline (* 1959), australisch-britische Film- und Theaterschauspielerin
- Goodall, David (1914–2018), australischer Botaniker und Ökologe
- Goodall, Frederick (1822–1904), englischer Maler
- Goodall, Glen (* 1970), deutsch-kanadischer Eishockeyspieler
- Goodall, Howard (* 1958), britischer Komponist
- Goodall, Jane (* 1934), britische VerhaltensforscherinJane Goodall (* 1934)

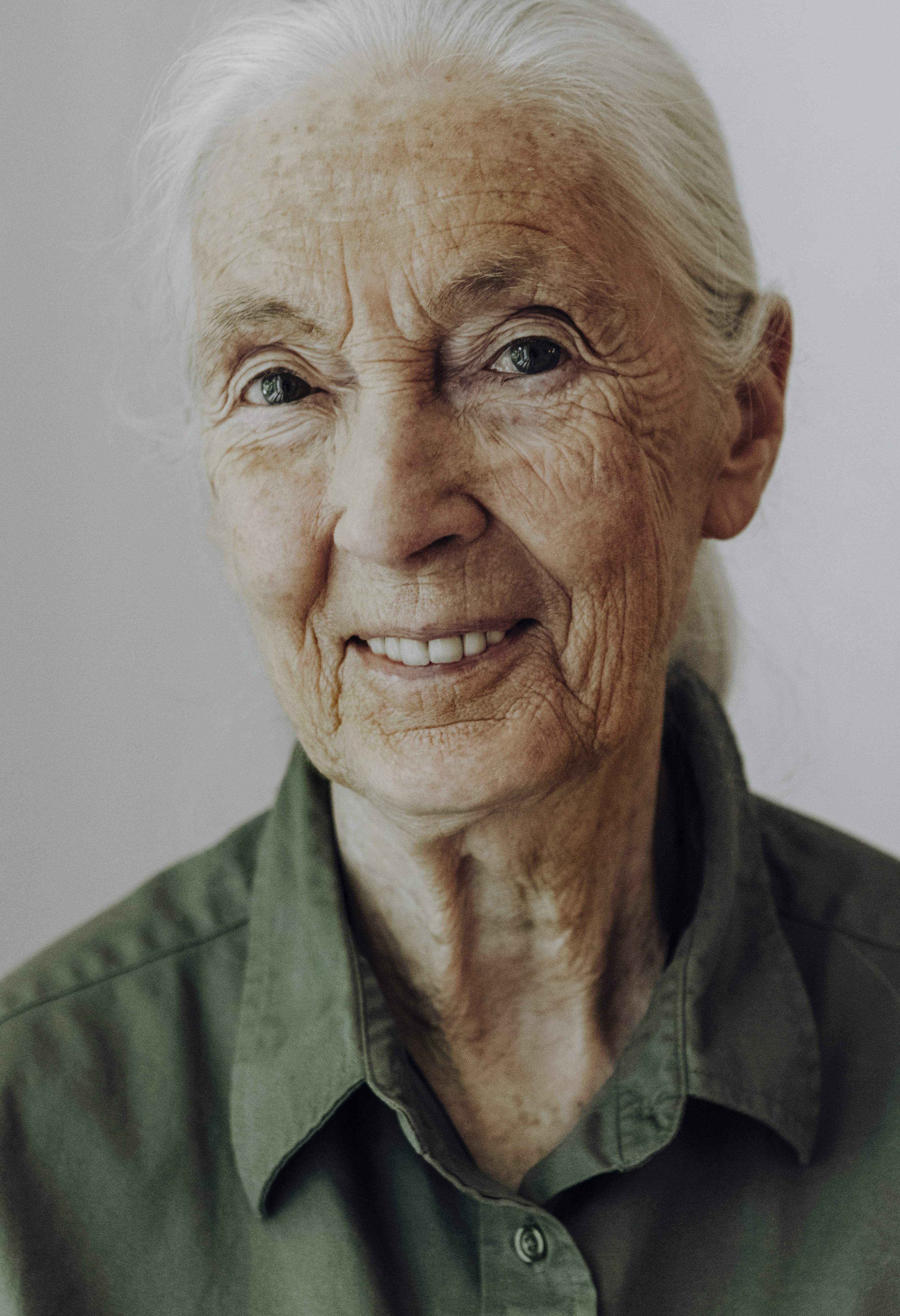
Jane Goodall (* 1934)

- Goodall, John (1863–1942), englischer Fußballspieler, Fußballtrainer und Cricketspieler
- Goodall, Jonathan (* 1961), britischer Priester, Bischof der Kirche von England in der anglo-katholischen Tradition
- Goodall, Joseph (* 1992), australischer Amateurboxer im Superschwergewicht
- Goodall, Joshua (* 1985), britischer Tennisspieler
- Goodall, Lara (* 1996), südafrikanische Cricketspielerin
- Goodall, Louis B. (1851–1935), US-amerikanischer Politiker
- Goodall, Louise (* 1962), britische Filmschauspielerin
- Goodall, Reginald (1901–1990), englischer Dirigent
- Goodall, Roy (1902–1982), englischer Fußballspieler und -trainer
- Goodall, Stephen (* 1956), australischer Radrennfahrer
- Gooday, Sydney (1887–1964), britisch-kanadischer Schwimmer

#### Goodb
- Goodbody, Manliffe Francis (1868–1916), irischer Tennis- und Fußballspieler
- Goodbody, Richard (1903–1981), britischer General
- Goodby, John (* 1952), britischer Chemiker und Materialwissenschaftler

#### Goodc
- Goodchild, Mary Antonine (1873–1945), US-amerikanische Musikpädagogin
- Goodchild, Richard (1918–1968), britischer Provinzialrömischer Archäologe

#### Goode
- Goode, Andy Brian (* 1960), englischer Badmintonspieler
- Goode, Brad (* 1963), US-amerikanischer Jazzmusiker und Hochschullehrer
- Goode, Coleridge (1914–2015), britischer Jazz-Bassist
- Goode, Conrad (* 1962), US-amerikanischer Schauspieler
- Goode, Erich (* 1938), US-amerikanischer Soziologe und Kriminologe
- Goode, George Brown (1851–1896), US-amerikanischer Ichthyologe
- Goode, Gigi (* 1997), US-amerikanische DragqueenGigi Goode (* 1997)

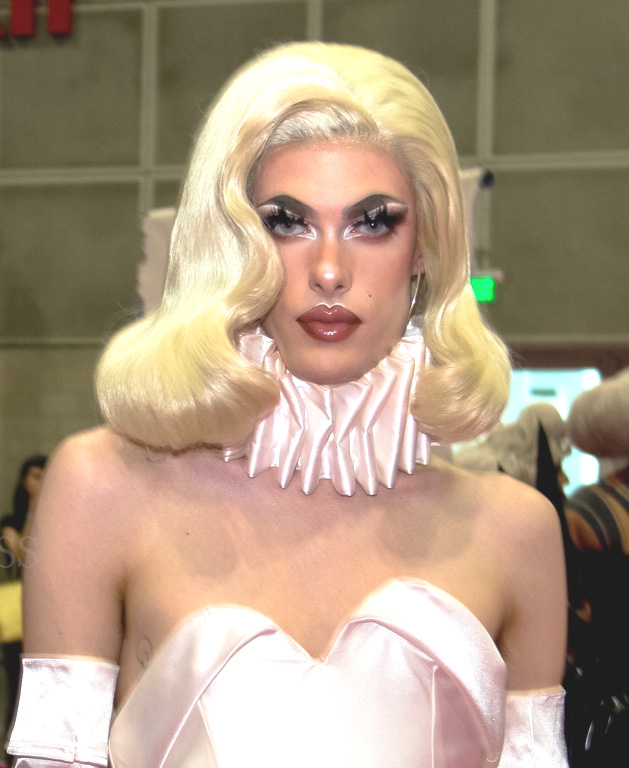
Gigi Goode (* 1997)

- Goode, Jeff, US-amerikanischer Trickfilmzeichner und -autor, Dramatiker, Autor
- Goode, Joanne (* 1972), britische Badmintonspielerin
- Goode, John (1829–1909), US-amerikanischer Jurist und Politiker (Demokratische Partei)
- Goode, John (1927–2008), britisch-australischer Autor und Amateur-Herpetologe
- Goode, John Paul (1862–1932), US-amerikanischer Kartograph
- Goode, Lauren, US-amerikanische Journalistin
- Goode, Malvin Russell (1908–1995), US-amerikanischer TV-Journalist und Nachrichten-Korrespondent
- Goode, Matthew (* 1978), britischer Theater- und FilmschauspielerMatthew Goode (* 1978)

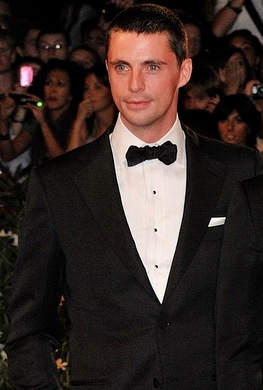
Matthew Goode (* 1978)

- Goode, Milton (* 1960), US-amerikanischer Hochspringer
- Goode, Patrick Gaines (1798–1862), US-amerikanischer Politiker
- Goode, Richard (* 1943), US-amerikanischer Pianist
- Goode, Samuel (1756–1822), US-amerikanischer Politiker
- Goode, Virgil (* 1946), US-amerikanischer Politiker
- Goode, William (1798–1859), US-amerikanischer Politiker
- Goode, William Allmond Codrington (1907–1986), britischer Barrister und Kolonialbeamter
- Goode, William Josiah (1917–2003), US-amerikanischer Soziologe
- Goodell, Brian (* 1959), US-amerikanischer Schwimmer
- Goodell, Charles (1926–1987), US-amerikanischer Politiker
- Goodell, David H. (1834–1915), US-amerikanischer Politiker
- Goodell, John D. (1909–2004), US-amerikanischer Dokumentarfilmregisseur
- Goodell, Roger (* 1959), US-amerikanischer Footballfunktionär
- Goodell, Thomas Dwight (1854–1920), US-amerikanischer Klassischer Philologe
- Gooden, Carlota (* 1936), panamaische Sprinterin
- Gooden, Drew (* 1981), US-amerikanischer Basketballspieler
- Gooden, Drew (* 1993), amerikanischer YouTuber und Comedian
- Gooden, Dwight (* 1964), US-amerikanischer Baseballspieler
- Gooden, Lance (* 1982), amerikanischer Politiker
- Gooden, Leo (1929–1965), US-amerikanischer Sänger, Nachtclubbesitzer, Musikproduzent und Songwriter
- Goodenough, Florence (1886–1959), US-amerikanische Psychologin
- Goodenough, John B. (1922–2023), US-amerikanischer Physiker und MaterialwissenschaftlerJohn B. Goodenough (1922–2023)

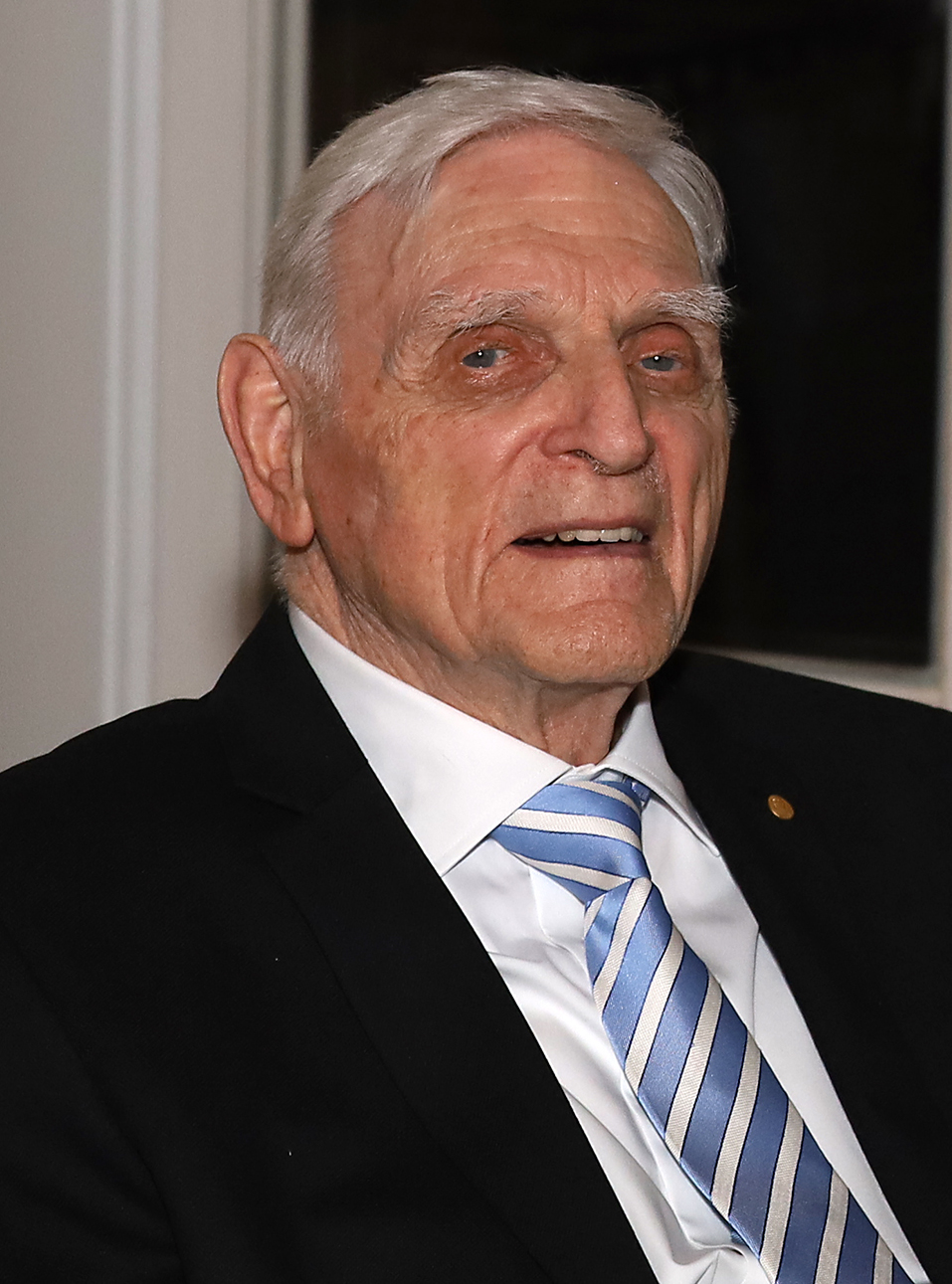
John B. Goodenough (1922–2023)

- Goodenough, Samuel (1743–1827), britischer Botaniker, Pädagoge und Geistlicher
- Goodenough, Ward (1919–2013), US-amerikanischer Anthropologe
- Goodenough, William Edmund (1867–1945), britischer Admiral
- Goodenough, William Howley (1833–1898), britischer Offizier
- Goodenow, Daniel (1793–1863), US-amerikanischer Anwalt und Politiker
- Goodenow, John M. (1782–1838), US-amerikanischer Jurist und Politiker
- Goodenow, Robert (1800–1874), US-amerikanischer Politiker
- Goodenow, Rufus K. (1790–1863), US-amerikanischer Politiker
- Goodes, Guy (* 1971), israelischer Basketballtrainer und -spieler
- Goodeve, Charles Frederick (1904–1980), kanadischer Chemiker und Marineoffizier
- Goodey, Fritha (1972–2004), britische Schauspielerin

#### Goodf
- Goodfellow, Daniel (* 1996), britischer Wasserspringer
- Goodfellow, Ebbie (1906–1985), kanadischer Eishockeyspieler und -trainer
- Goodfellow, Frederick (1874–1960), britischer Tauzieher
- Goodfellow, George E. (1855–1910), US-amerikanischer Mediziner und Chirurg
- Goodfellow, Ian (* 1987), amerikanischer Informatiker und Forscher bei Google BrainIan Goodfellow (* 1987)

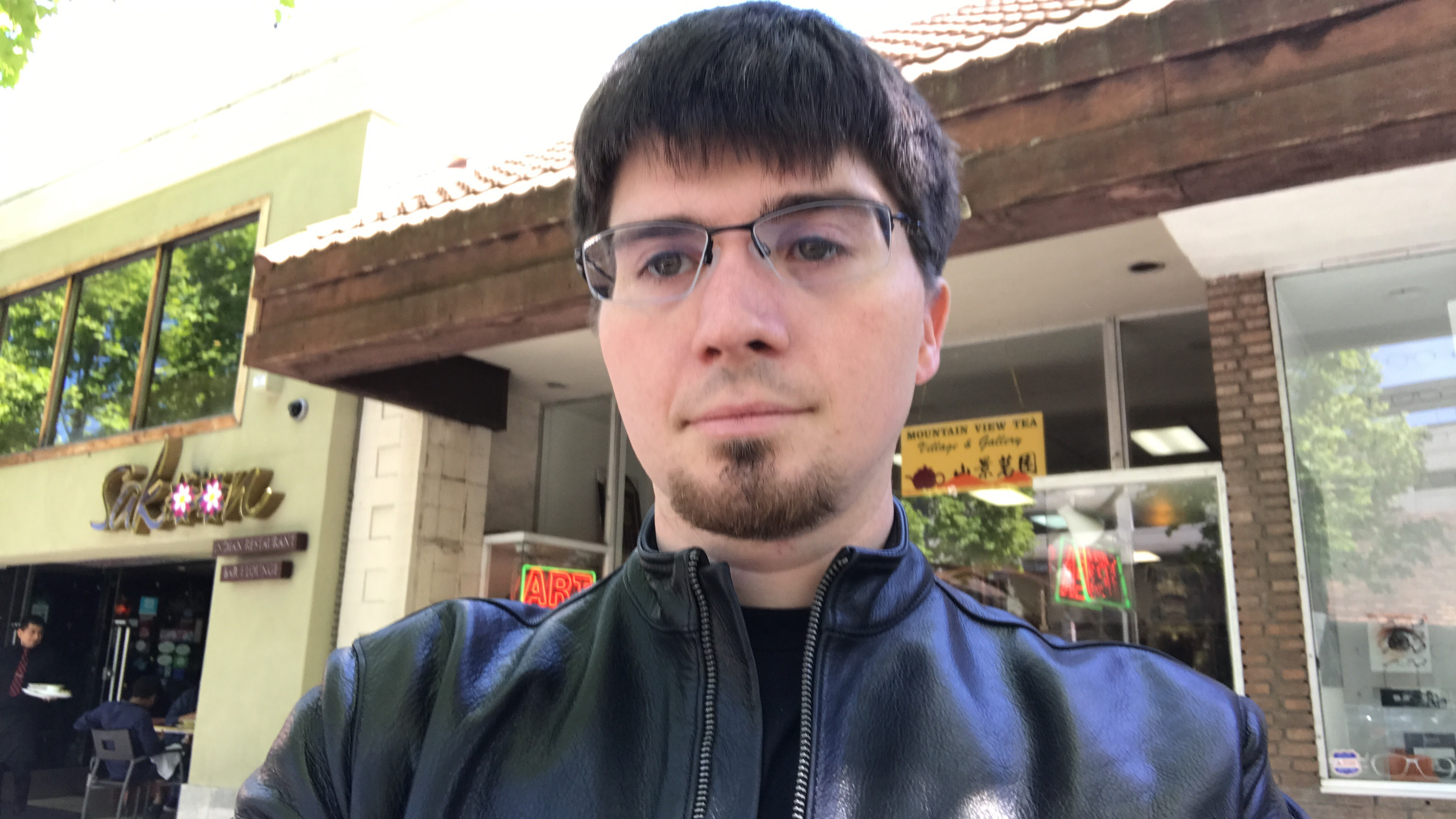
Ian Goodfellow (* 1987)

- Goodfellow, Peter N. (* 1951), britischer Genetiker
- Goodfellow, Walter (1866–1953), britischer Ornithologe und Expeditionsleiter

#### Goodh
- Goodhand-Tait, Phillip (* 1945), britischer Singer-Songwriter
- Goodhart, David (* 1956), britischer Journalist
- Goodhart, William, Baron Goodhart (1933–2017), britischer Politiker und Kronanwalt
- Goodheart, George (1918–2008), US-amerikanischer Chiropraktiker, Begründer der Angewandten Kinesiologie
- Goodheart, Matthew, US-amerikanischer Jazz- und Improvisationsmusiker
- Goodhew, Denney (* 1952), US-amerikanischer Jazzmusiker
- Goodhew, Duncan (* 1957), britischer Schwimmer
- Goodhill, Dean (* 1944), US-amerikanischer Filmeditor
- Goodhue, Benjamin (1748–1814), US-amerikanischer Politiker (Föderalistische Partei)
- Goodhue, Bertram (1869–1924), US-amerikanischer Architekt und Illustrator

#### Goodi
- Goodier, Alban (1869–1939), britischer Jesuit und römisch-katholischer Erzbischof von Bombay
- Goodier, James N. (1905–1969), britisch-US-amerikanischer Ingenieurwissenschaftler für Mechanik
- Goodier, Robert (1916–2016), kanadischer Schauspieler
- Goodin, Bruce (* 1969), neuseeländischer Springreiter
- Goodin, John R. (1836–1885), US-amerikanischer Politiker
- Goodin, Robert (* 1950), US-amerikanischer Politikwissenschaftler und politischer Philosoph
- Gooding, Celia Rose (* 2000), US-amerikanische Schauspielerin und Sängerin
- Gooding, Cuba junior (* 1968), US-amerikanischer SchauspielerCuba Gooding junior (* 1968)

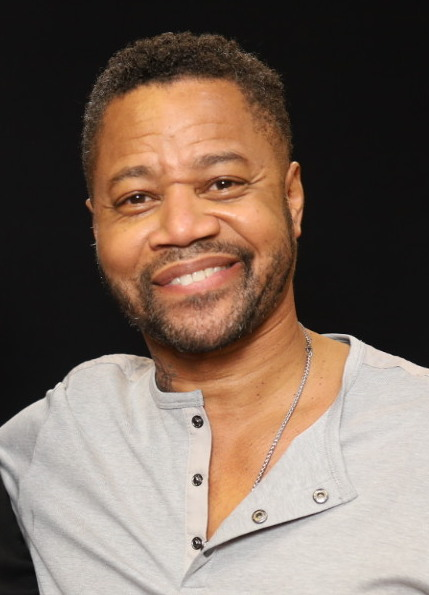
Cuba Gooding junior (* 1968)

- Gooding, Cuba senior (1944–2017), US-amerikanischer Soul-Sänger und Front-Sänger der R&B-Band The Main Ingredient
- Gooding, Cynthia (1924–1988), US-amerikanische Folk-Sängerin
- Gooding, Frank (1859–1928), US-amerikanischer Politiker
- Gooding, Mason (* 1996), US-amerikanischer Schauspieler
- Gooding, Omar (* 1976), US-amerikanischer Schauspieler
- Gooding, Sally (1916–1952), US-amerikanische Bluesmusikerin und Schauspielerin
- Gooding, Stacey (* 1985), walisische Squashspielerin
- Goodis, David (1917–1967), US-amerikanischer Schriftsteller
- Goodison, Ian (* 1972), jamaikanischer Fußballspieler
- Goodison, Lorna (* 1947), jamaikanische Schriftstellerin
- Goodison, Lucy, britische Archäologin
- Goodison, Paul (* 1977), britischer Segler

#### Goodk
- Goodkind, Terry (1948–2020), US-amerikanischer Fantasy-SchriftstellerTerry Goodkind (1948–2020)

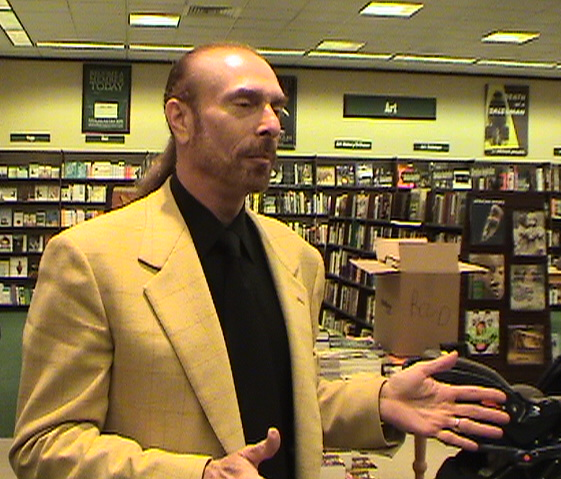
Terry Goodkind (1948–2020)

#### Goodl
- Goodlad, Alastair (* 1943), britischer Politiker, Mitglied des House of Commons und Diplomat
- Goodland, Walter Samuel (1862–1947), US-amerikanischer Politiker
- Goodlander, Maggie (* 1986), US-amerikanische Politikerin (Demokratische Partei)
- Goodlatte, Bob (* 1952), US-amerikanischer Politiker
- Goodlife, Simon (* 1991), deutscher Musiker und Entertainer
- Goodliffe, Michael (1914–1976), britischer SchauspielerMichael Goodliffe (1914–1976)

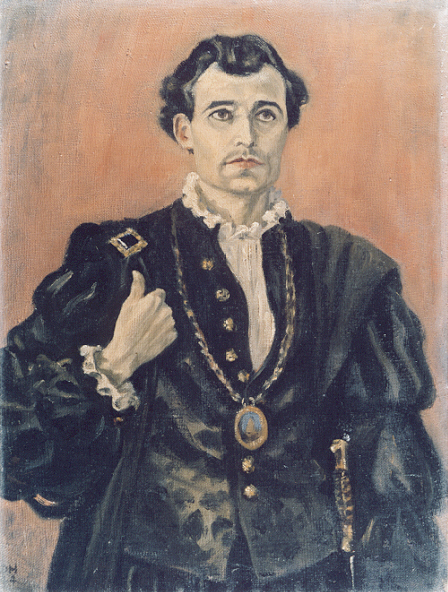
Michael Goodliffe (1914–1976)

- Goodlin, Chalmers (1923–2005), US-amerikanischer Militär- und Testpilot
- Goodling, George Atlee (1896–1982), US-amerikanischer Politiker
- Goodling, William F. (1927–2017), US-amerikanischer Politiker
- Goodluck, Forrest (* 1998), US-amerikanischer Schauspieler

#### Goodm
- Goodman, Alan H. (* 1951), US-amerikanischer biologischer Anthropologe
- Goodman, Alex (* 1987), kanadischer Jazzmusiker (Gitarre, Komposition)
- Goodman, Alfred (1919–1999), deutschamerikanischer Komponist, Musikwissenschaftler, Pianist
- Goodman, Alice (* 1958), amerikanische Autorin, Librettistin und Priesterin der Anglikanischen Kirche
- Goodman, Amy (* 1957), US-amerikanische Journalistin, Buchautorin und Fernsehmoderatorin
- Goodman, Andrew (1943–1964), amerikanischer Bürgerrechtler jüdischer Abstammung, der 1964 ermordet wurde
- Goodman, Anna (* 1986), kanadische Skirennläuferin
- Goodman, Arnold, Baron Goodman (1913–1995), britischer Kulturförderer, Rechtsanwalt, Wirtschaftsmanager und Politiker
- Goodman, Benny (1909–1986), amerikanischer Jazzmusiker (Klarinettist und Bandleader)Benny Goodman (1909–1986)

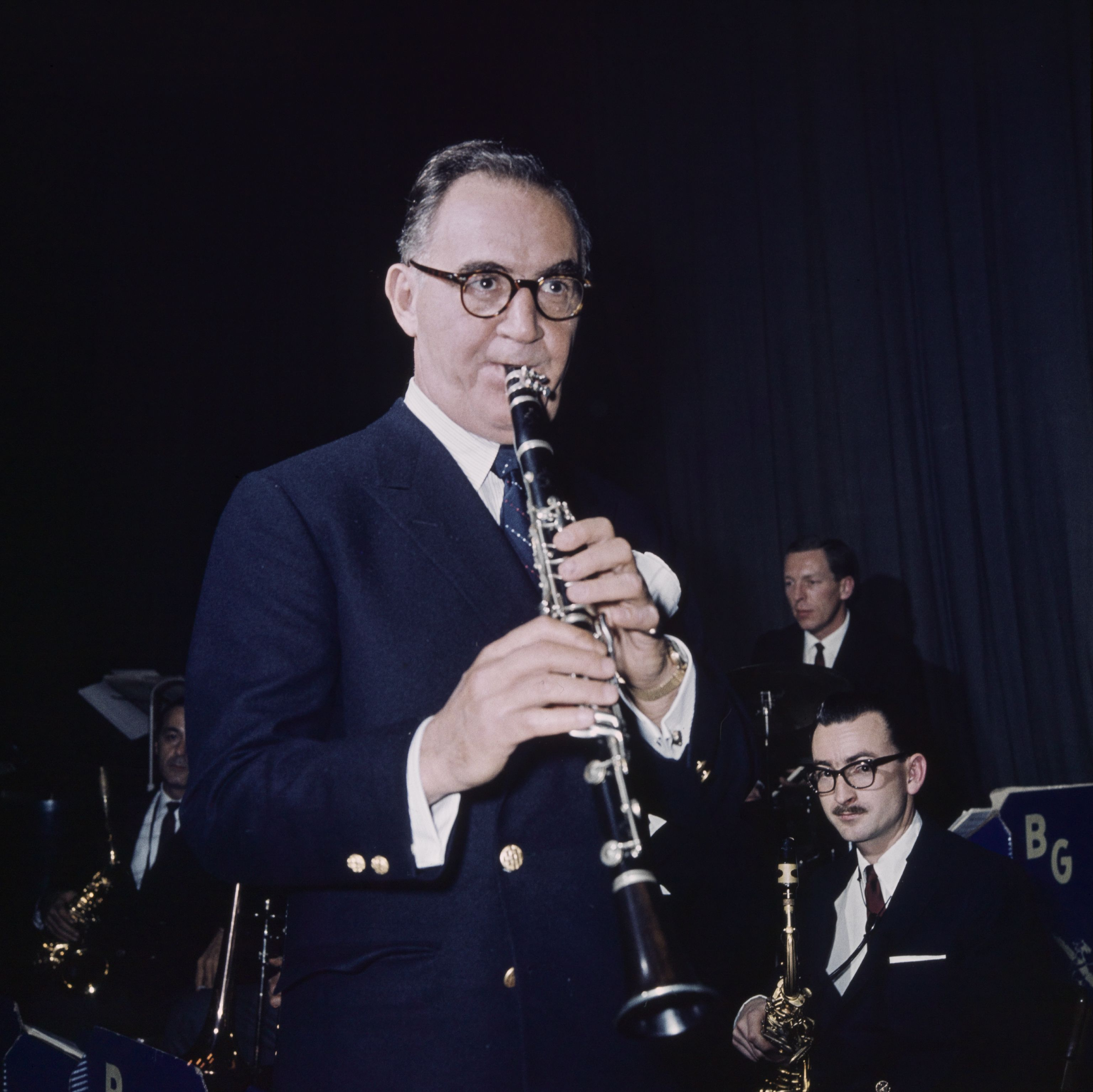
Benny Goodman (1909–1986)

- Goodman, Brian (* 1963), US-amerikanischer Schauspieler, Regisseur und Drehbuchautor
- Goodman, Carol (* 1959), US-amerikanische Schriftstellerin, Dozentin für Creative Writing
- Goodman, Charles David (* 1928), US-amerikanischer Physiker
- Goodman, Corey (* 1951), US-amerikanischer Neurobiologe und Unternehmer
- Goodman, David, US-amerikanischer Regisseur und Filmproduzent
- Goodman, David (* 1953), US-amerikanischer Komponist, Pianist und Dirigent
- Goodman, David (* 1976), US-amerikanischer Dirigent
- Goodman, David Zelag (1930–2011), US-amerikanischer Drehbuchautor
- Goodman, Don (* 1966), englischer Fußballspieler
- Goodman, Erica (* 1948), kanadische Harfenistin
- Goodman, Eugene, US-amerikanischer Kapitolspolizist
- Goodman, Felicitas (1914–2005), US-amerikanische Ethnologin, Schamanismus-, Ekstase- und Tranceforscherin
- Goodman, Fred, US-amerikanischer Autor und Journalist
- Goodman, Gabrielle (* 1964), US-amerikanische Jazzsängerin
- Goodman, Geoff (* 1956), US-amerikanischer Jazzgitarrist und Bandleader
- Goodman, Harry (1906–1997), US-amerikanischer Jazzmusiker (Bass) und Musikverleger
- Goodman, Harry Aharon (1898–1961), Politiker
- Goodman, Heather (1935–2022), britische Kanutin
- Goodman, Henry (* 1950), englischer Schauspieler
- Goodman, Howard C. (1920–1998), US-amerikanischer Immunologe
- Goodman, Hyman (1913–1994), kanadischer Geiger und Musikpädagoge
- Goodman, Irwin (1943–1991), finnischer Folkmusiker
- Goodman, James R (* 1944), US-amerikanischer Informatiker
- Goodman, Jerry (* 1949), US-amerikanischer Rockmusiker (Geige)
- Goodman, John (* 1952), US-amerikanischer Schauspieler, Sänger, Filmproduzent und KomikerJohn Goodman (* 1952)

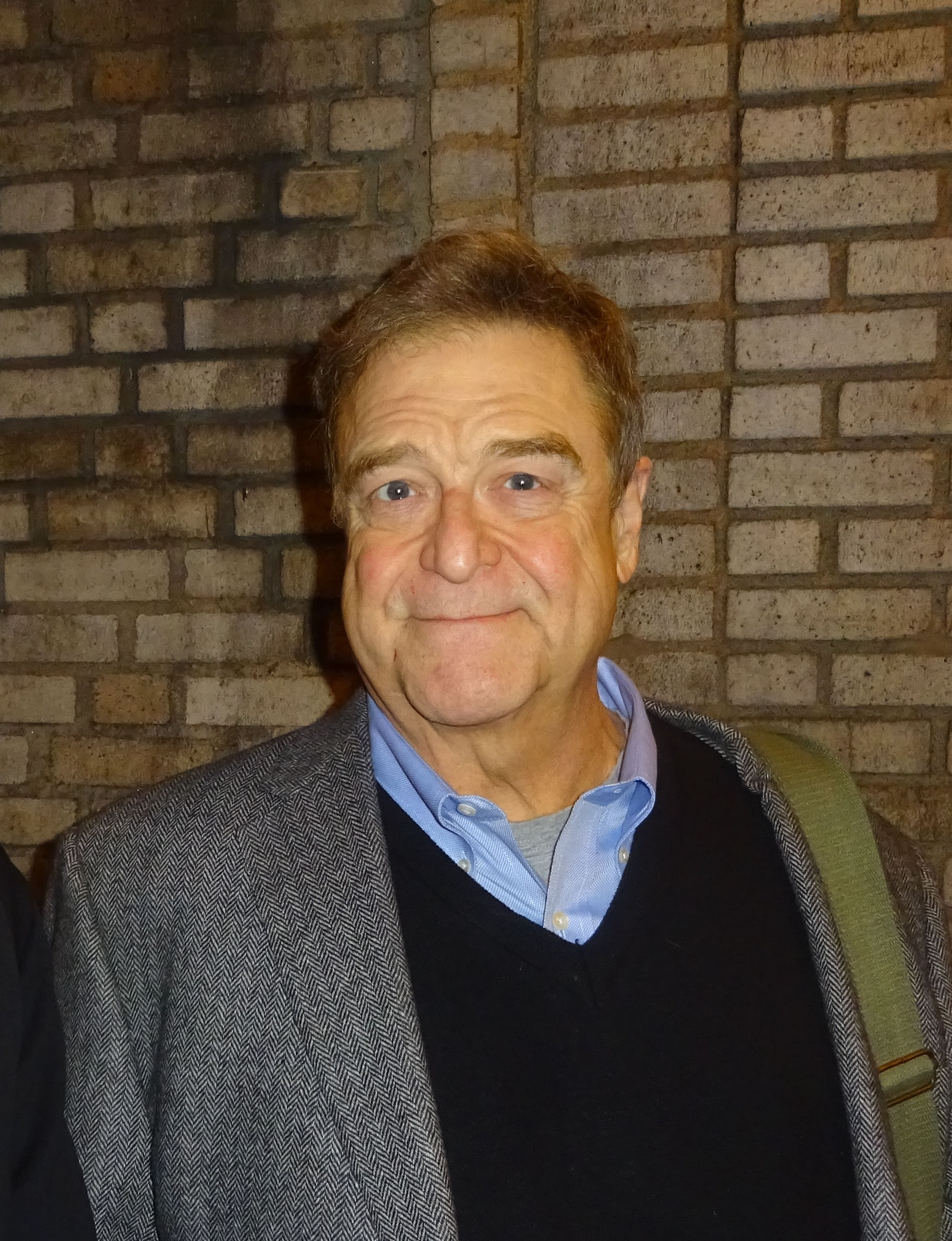
John Goodman (* 1952)

- Goodman, John B. (1901–1991), US-amerikanischer Szenenbildner
- Goodman, Joseph W. (* 1936), US-amerikanischer Physiker
- Goodman, Karen, US-amerikanische Filmproduzentin und -regisseurin von Dokumentarfilmen
- Goodman, Lee (1923–1988), US-amerikanischer Produzent und Schauspieler
- Goodman, Lenn E. (* 1944), US-amerikanischer Philosoph und Philosophiehistoriker
- Goodman, Magnus (1898–1991), kanadischer Eishockeyspieler
- Goodman, Malliciah (* 1990), US-amerikanischer American-Football-Spieler
- Goodman, Martin (* 1953), britischer Historiker und Judaist
- Goodman, Martin J. (* 1956), britischer Schriftsteller
- Goodman, Mildred (1922–2017), kanadische Violinistin
- Goodman, Miles (1949–1996), US-amerikanischer Filmkomponist
- Goodman, Molly (* 1993), australische Ruderin
- Goodman, Morris (1925–2010), US-amerikanischer Immunologie und Evolutionsbiologe
- Goodman, Murray (1928–2004), US-amerikanischer Chemiker (Peptidchemie)
- Goodman, Nelson (1906–1998), US-amerikanischer Philosoph
- Goodman, Oscar B. (* 1939), US-amerikanischer Rechtsanwalt und Politiker der Demokratischen Partei
- Goodman, Paul (1911–1972), US-amerikanischer AutorPaul Goodman (1911–1972)

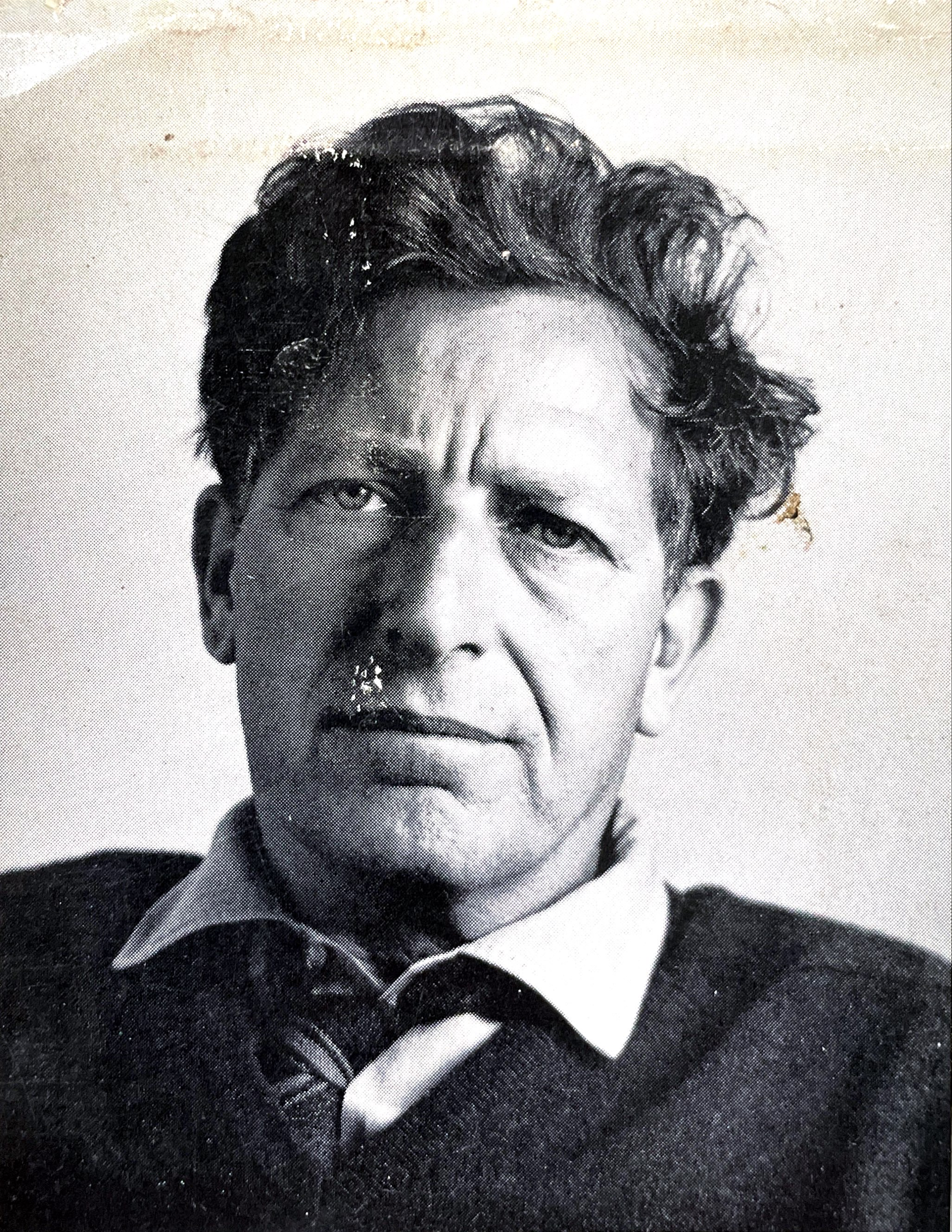
Paul Goodman (1911–1972)

- Goodman, Percival (1904–1989), US-amerikanischer Architekt und Stadtplaner
- Goodman, Richard (* 1939), britischer Radrennfahrer
- Goodman, Richard Bryce, Tonmeister
- Goodman, Richard E. (1935–2025), US-amerikanischer Ingenieurgeologe
- Goodman, Robert Gwelo (1871–1939), südafrikanischer Maler britischer Herkunft
- Goodman, Roy (* 1951), britischer Violinist und Dirigent der historischen Aufführungspraxis
- Goodman, Ruth (* 1961), US-amerikanische Schriftstellerin
- Goodman, Scott (* 1973), australischer Schwimmer
- Goodman, Shirley (1936–2005), US-amerikanische R&B-Sängerin
- Goodman, Steve (1948–1984), US-amerikanischer Folkmusiker
- Goodman, Steven M. (* 1957), US-amerikanischer Biologe
- Goodman, Vestal (1929–2003), US-amerikanische Gospel-Sängerin
- Goodman, Vivienne (* 1961), neuseeländische Illustratorin
- Goodman, Walter (1927–2002), US-amerikanischer Journalist und Filmkritiker
- Goodman-Hill, Tom (* 1968), britischer Schauspieler
- Goodman-Thau, Eveline (* 1934), österreichische Judaistin und Professorin für jüdische Religions- und Geistesgeschichte

#### Goodn
- Goodnight, Charles (1836–1929), US-amerikanischer ViehzüchterCharles Goodnight (1836–1929)

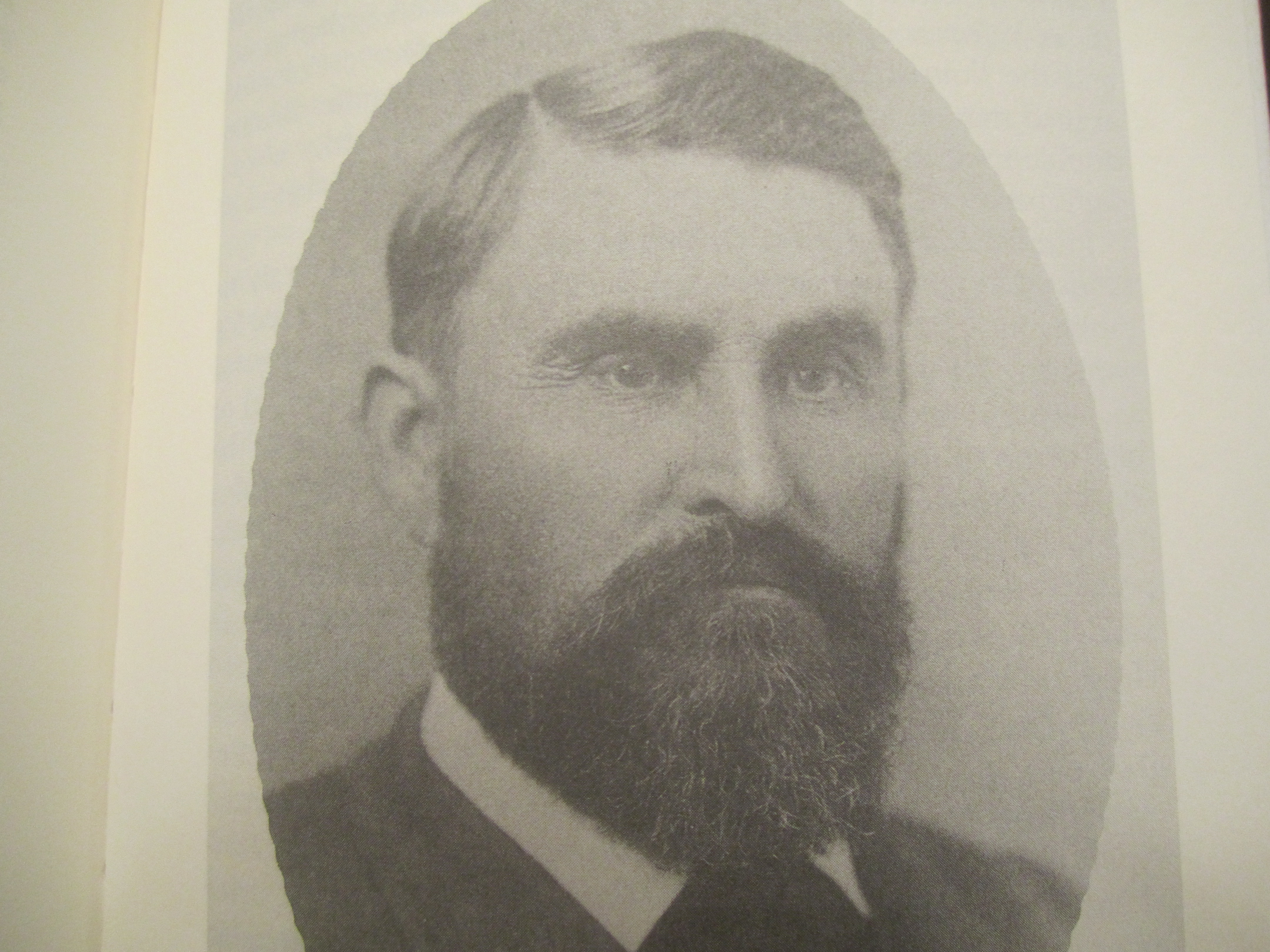
Charles Goodnight (1836–1929)

- Goodnight, Isaac (1849–1901), US-amerikanischer Politiker
- Goodnight, James (* 1943), US-amerikanischer Unternehmer
- Goodnough, Robert (1917–2010), US-amerikanischer Maler des Abstrakten Expressionismus und des Color Field Painting
- Goodnow, Frank Johnson (1859–1939), US-amerikanischer Rechts- und Politikwissenschaftler

#### Goodp
- Goodpaster, Andrew J. (1915–2005), US-amerikanischer General, Alliierter Oberkommandierender für Europa
- Goodpasture, Ernest W. (1886–1960), US-amerikanischer Pathologe

#### Goodr
- Goodrem, Delta (* 1984), australische Sängerin und SchauspielerinDelta Goodrem (* 1984)

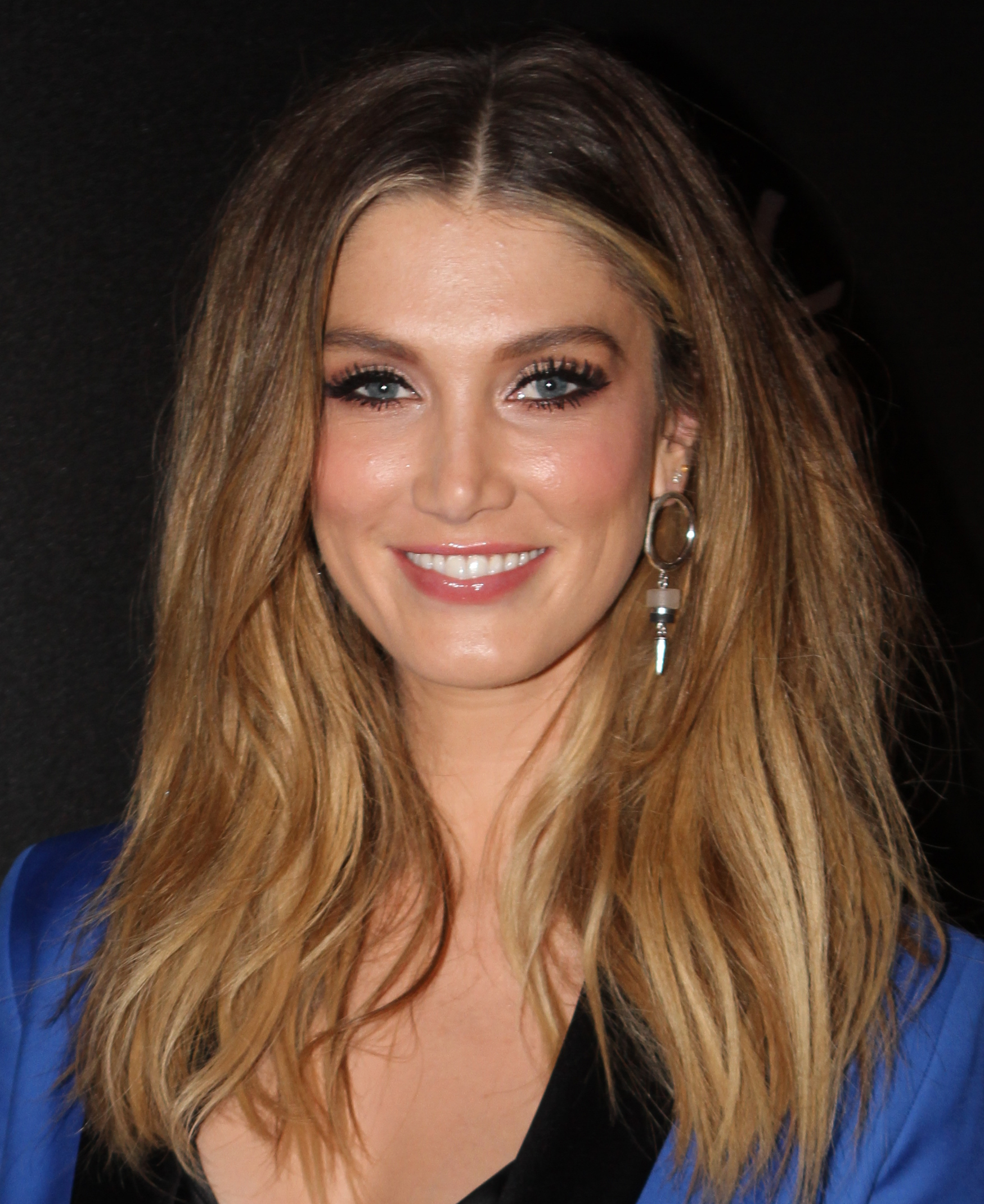
Delta Goodrem (* 1984)

- Goodrich, Andy (1928–2008), US-amerikanischer Jazzmusiker und Hochschullehrer
- Goodrich, Annie Warburton (1866–1954), US-amerikanische Krankenschwester, erste Dekanin der pflegewissenschaftlichen Fakultät Universität Yale und Präsidentin des International Council of Nurses
- Goodrich, Benjamin (1841–1888), US-amerikanischer Industrieller
- Goodrich, Benjamin Briggs (1799–1860), US-amerikanischer Arzt und Politiker
- Goodrich, Bert (1906–1991), US-amerikanischer Bodybuilder und Stuntman
- Goodrich, Briggs (1848–1888), US-amerikanischer Jurist und Politiker
- Goodrich, Chauncey (1759–1815), US-amerikanischer Politiker
- Goodrich, Edwin Stephen (1868–1946), britischer Zoologe und Paläontologe
- Goodrich, Elizur (1761–1849), amerikanischer Jurist und Politiker
- Goodrich, Frances (1890–1984), US-amerikanische Drehbuch- und Theaterautorin sowie Theaterschauspielerin
- Goodrich, Gail (* 1943), US-amerikanischer Basketballspieler
- Goodrich, James P. (1864–1940), US-amerikanischer Politiker, Gouverneur von Indiana
- Goodrich, James T. (1946–2020), US-amerikanischer Hirnchirurg
- Goodrich, Jimmy (1900–1982), US-amerikanischer Boxer im Leichtgewicht
- Goodrich, John Z. (1804–1885), US-amerikanischer Politiker
- Goodrich, Luther Carrington (1894–1986), amerikanischer Sinologe
- Goodrich, Milo (1814–1881), US-amerikanischer Jurist und Politiker
- Goodrich, Philip (1929–2001), britischer anglikanischer Theologe und Bischof von Worcester
- Goodrich, Samuel Griswold (1793–1860), US-amerikanischer Schriftsteller
- Goodrich, Steve (* 1976), US-amerikanischer Basketballspieler
- Goodrich, Thomas († 1554), englischer Bischof und Lordkanzler
- Goodrich, William M. (1777–1833), US-amerikanischer Orgelbauer
- Goodrick, Mick (1945–2022), US-amerikanischer Jazzgitarrist und -lehrer
- Goodrick-Clarke, Nicholas (1953–2012), britischer Historiker
- Goodricke, John (1764–1786), englischer Astronom
- Goodridge, Augustus (1839–1920), kanadischer Unternehmer und Premierminister der Kronkolonie Neufundland
- Goodridge, Gary (* 1966), Kickboxer und Mixed-Martial-Arts-Kämpfer aus Trinidad und Tobago, später für Kanada startend
- Goodridge, John (1808–1865), britischer Schiffsarzt
- Goodridge, Sarah (1788–1853), US-amerikanische Malerin
- Goodrope, Alan (* 1951), australischer Radrennfahrer
- Goodrow, Barclay (* 1993), kanadischer Eishockeyspieler
- Goodrow, Garry (1933–2014), US-amerikanischer Schauspieler

#### Goods
- Goods, Richie (* 1969), US-amerikanischer Jazzmusiker
- Goods, Torsten (* 1980), deutscher JazzmusikerTorsten Goods (* 1980)

Torsten Goods (* 1980)

- Goodsall, John (1953–2021), britischer Musiker und Gitarrist
- Goodsell, Devin, US-amerikanischer Schauspieler und Filmproduzent
- Goodsir, John (1814–1867), schottischer Anatom
- Goodsir-Cullen, Earnest (1912–1993), indischer Hockeyspieler
- Goodsir-Cullen, William (1907–1994), indischer Hockeyspieler
- Goodson, Clarence (* 1982), US-amerikanischer Fußballspieler
- Goodson, Courtney (* 1990), US-amerikanische Fußballspielerin
- Goodspeed, Edgar J. (1871–1962), US-amerikanischer Theologe, Linguist
- Goodspeed, Thomas W. (1842–1927), US-amerikanischer Theologe (Baptist), Gründungsmitglied der University of Chicago
- Goodstein, David (1939–2024), US-amerikanischer Physiker
- Goodstein, Reuben (1912–1985), britischer Mathematiker

#### Goodw
- Goodwill, Jean Cuthand (1928–1997), kanadische Krankenpflegerin und Biographin
- Goodwillie, David (* 1989), schottischer Fußballspieler
- Goodwin, Angier (1881–1975), US-amerikanischer Politiker
- Goodwin, Archie (1937–1998), US-amerikanischer Comicautor, -zeichner und -herausgeber
- Goodwin, Bernhard (* 1979), deutscher Schauspieler, Kommunikationswissenschaftler und Politiker (SPD)
- Goodwin, Bill (1910–1958), US-amerikanischer Schauspieler und Moderator
- Goodwin, Bill (* 1930), US-amerikanischer Country- und Rockabilly-Musiker
- Goodwin, Bill (* 1942), US-amerikanischer Jazz-Schlagzeuger und Musikproduzent
- Goodwin, Brian (1931–2009), kanadischer Mathematiker und Biologe
- Goodwin, Bridget (1813–1899), neuseeländische Goldsucherin
- Goodwin, Britt (* 1983), britische Handballspielerin
- Goodwin, Carte (* 1974), US-amerikanischer Jurist und Politiker
- Goodwin, Clare (* 1973), britische Malerin
- Goodwin, Craig (* 1991), australischer Fußballspieler
- Goodwin, Derek (1920–2008), englischer Ornithologe und Autor von Vogelbestimmungsbüchern
- Goodwin, Doris Kearns (* 1943), US-amerikanische Historikerin
- Goodwin, Elizabeth, schottische Badmintonspielerin
- Goodwin, Forrest (1862–1913), US-amerikanischer Politiker
- Goodwin, Freddie (1933–2016), englischer Fußballspieler und -trainer
- Goodwin, Frederick Tutu, Queen’s Representative auf den Cookinseln
- Goodwin, George (1914–1941), kanadischer Badmintonspieler
- Goodwin, Geraint (1903–1941), walisischer Schriftsteller
- Goodwin, Ginnifer (* 1978), US-amerikanische SchauspielerinGinnifer Goodwin (* 1978)

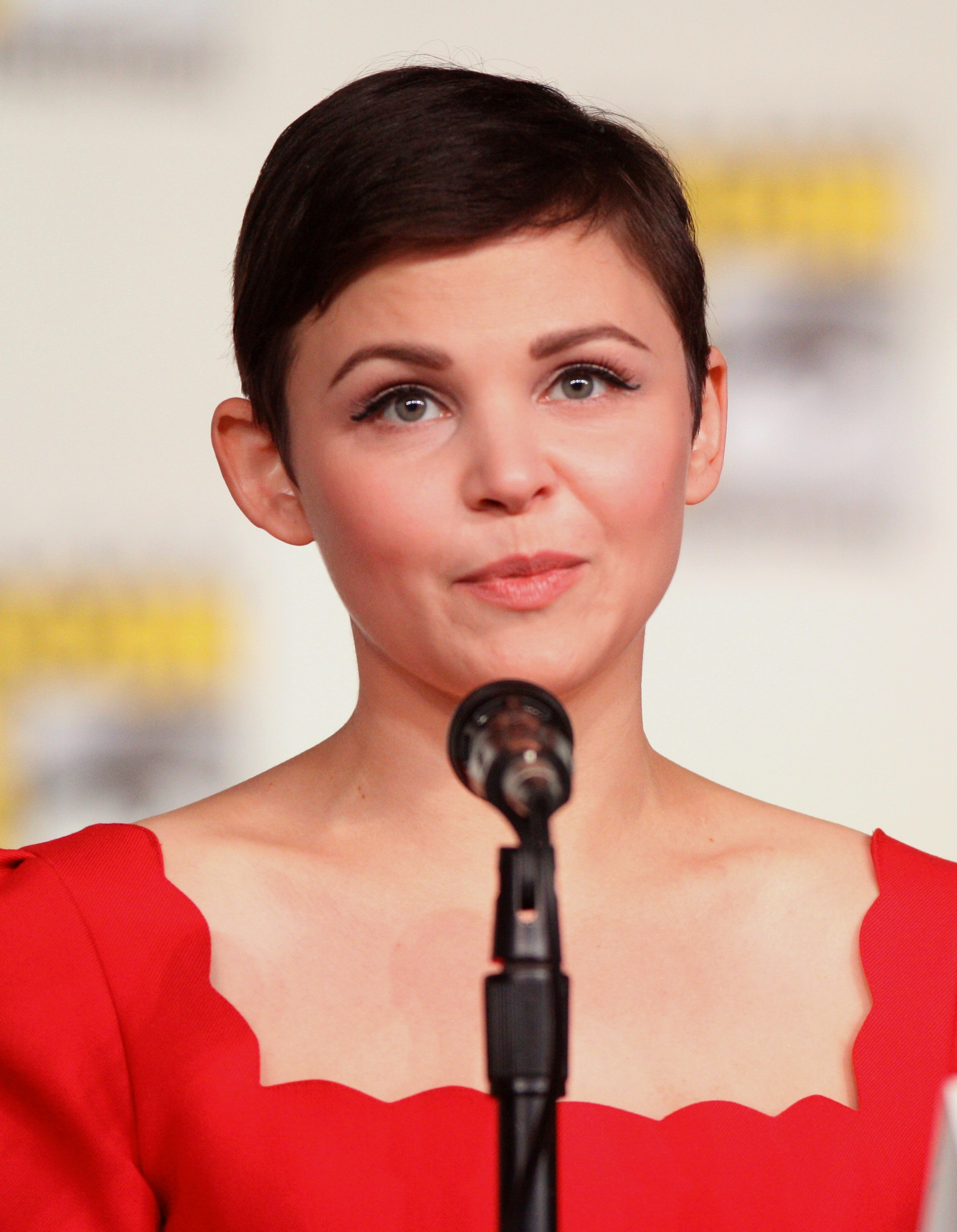
Ginnifer Goodwin (* 1978)

- Goodwin, Godfrey G. (1873–1933), US-amerikanischer Politiker
- Goodwin, Gordon (1895–1984), britischer Geher
- Goodwin, Gordon (* 1954), US-amerikanischer Jazzpianist, -saxophonist, -komponist, -arrangeur und Dirigent
- Goodwin, Hannibal (1822–1900), US-amerikanischer Geistlicher und Erfinder
- Goodwin, Harold (1902–1987), US-amerikanischer Schauspieler
- Goodwin, Harold (1917–2004), britischer Schauspieler
- Goodwin, Henry B. (1878–1931), deutsch-schwedischer Linguist und Porträtfotograf
- Goodwin, Henry C. (1824–1860), US-amerikanischer Jurist und Politiker
- Goodwin, Henry Clay (1910–1979), US-amerikanischer Jazztrompeter (auch Gesang)
- Goodwin, Ichabod (1794–1882), US-amerikanischer Politiker
- Goodwin, Isabella (1865–1943), US-amerikanische Polizistin und Detektivin
- Goodwin, Jamie (* 1961), US-amerikanischer Schauspieler
- Goodwin, Jason (* 1964), englischer Historiker und Schriftsteller
- Goodwin, Jeremiah (1785–1857), US-amerikanischer Politiker
- Goodwin, Jim (* 1981), irischer Fußballspieler und -trainerJim Goodwin (* 1981)

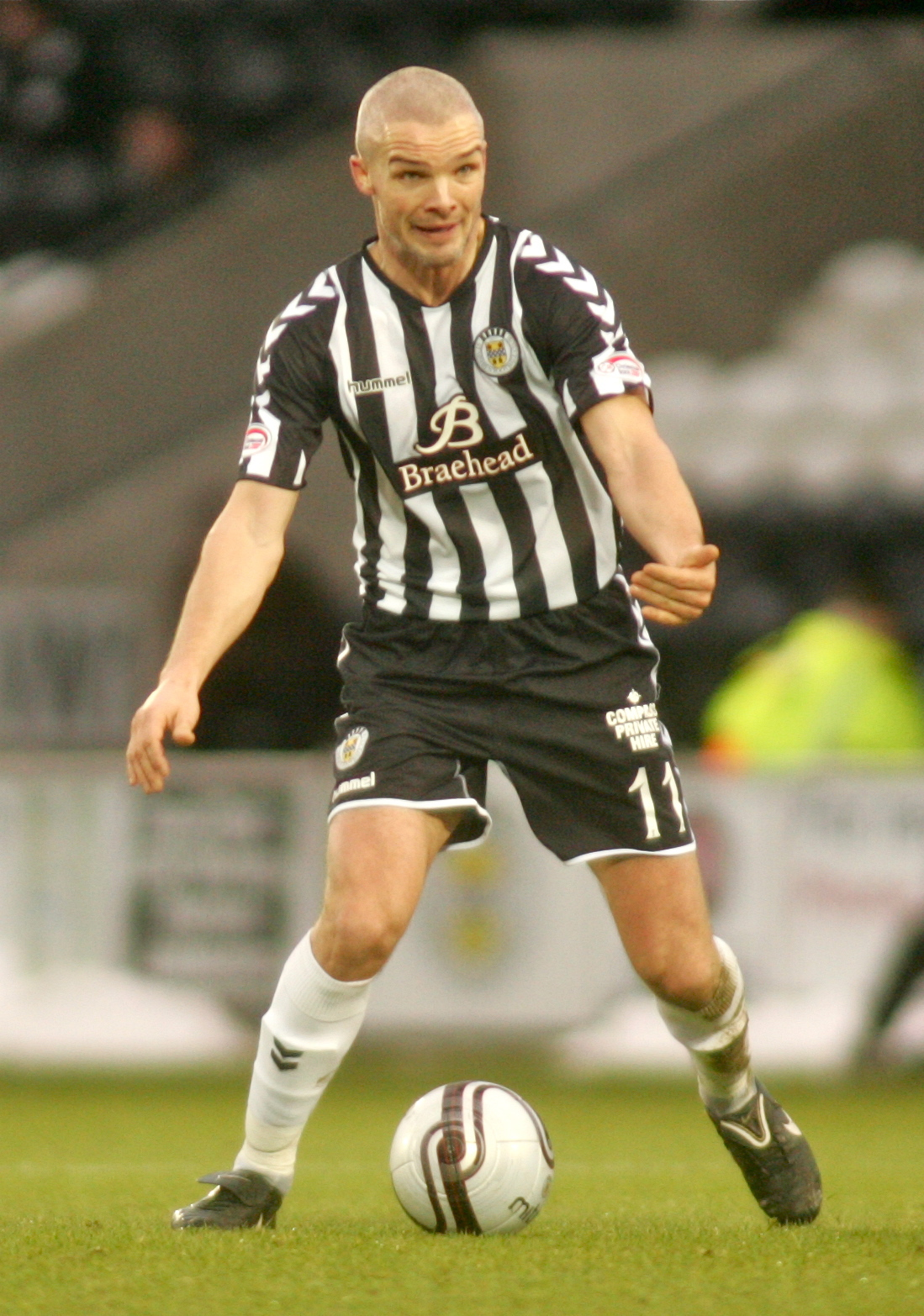
Jim Goodwin (* 1981)

- Goodwin, John Noble (1824–1887), US-amerikanischer Politiker
- Goodwin, Jonathan (* 1980), walisischer Stuntman und Entfesselungskünstler
- Goodwin, Julie (* 1970), australische Köchin und Kochbuchautorin
- Goodwin, Laurel (1942–2022), US-amerikanische Schauspielerin
- Goodwin, Leo (1883–1957), US-amerikanischer Schwimmer und Wasserballspieler
- Goodwin, Malcolm (* 1982), US-amerikanischer Schauspieler und RegisseurMalcolm Goodwin (* 1982)

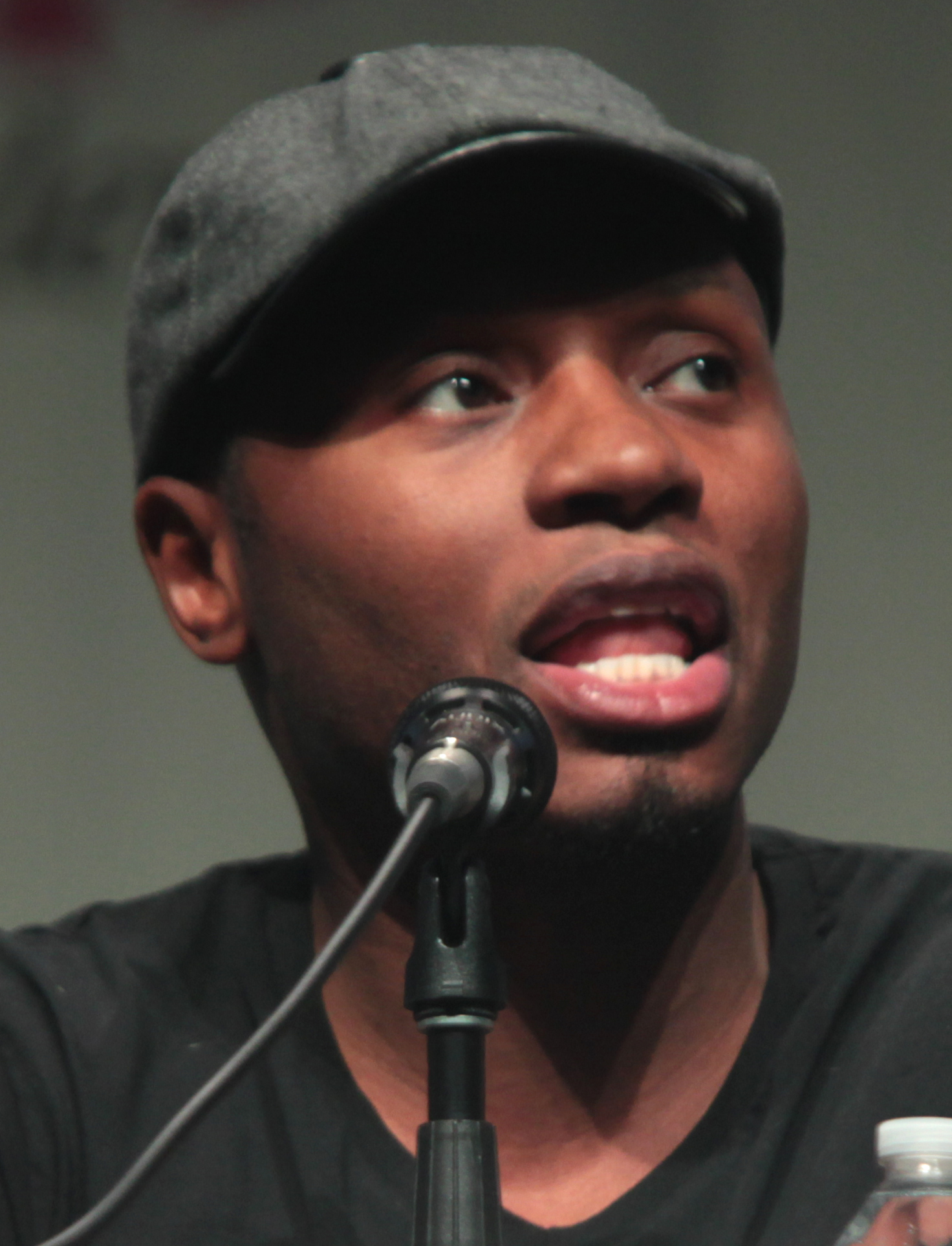
Malcolm Goodwin (* 1982)

- Goodwin, Marquise (* 1990), US-amerikanischer American-Football-Spieler
- Goodwin, Nathaniel Carl (1857–1919), US-amerikanischer Schauspieler
- Goodwin, Paul (* 1956), englischer Oboist und Dirigent
- Goodwin, Philip A. (1882–1937), US-amerikanischer Politiker
- Goodwin, Raven (* 1992), US-amerikanische Schauspielerin
- Goodwin, Richard B. (* 1934), britischer Filmproduzent, Drehbuchautor, Produktionsmanager und Spezialeffektkünstler
- Goodwin, Richard Elton (1908–1986), britischer Generalleutnant
- Goodwin, Richard M. (1913–1996), US-amerikanischer Ökonom
- Goodwin, Robert K. (1905–1983), US-amerikanischer Politiker
- Goodwin, Ron (1925–2003), englischer Filmkomponist
- Goodwin, Rosie, Szenenbildnerin
- Goodwin, Tamara (* 1986), US-amerikanische Schauspielerin und Model
- Goodwin, Thomas (1871–1960), britischer Arzt und Offizier
- Goodwin, Thomas C. (1941–1992), US-amerikanischer Filmproduzent
- Goodwin, William Lawton (1856–1941), kanadischer Chemiker
- Goodwin, William S. (1866–1937), US-amerikanischer Politiker
- Goodwin, William Sidney (1833–1916), britischer Landvermesser, Rahmenmacher und Landschaftsmaler
- Goodwin, William Watson (1831–1912), US-amerikanischer Klassischer Philologe
- Goodwin, Xenia (* 1994), australische Tänzerin und SchauspielerinXenia Goodwin (* 1994)

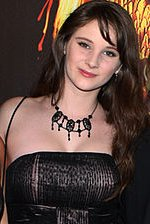
Xenia Goodwin (* 1994)

- Goodworth, Greta (* 1999), deutsche Schauspielerin
- Goodwyn, Albert Taylor (1842–1931), US-amerikanischer Politiker
- Goodwyn, Peterson (1745–1818), US-amerikanischer Politiker

#### Goody
- Goody, Jack (1919–2015), britischer Ethnologie, Anthropologe und Medientheoretiker
- Goody, Jade (1981–2009), britische Big-Brother-Teilnehmerin
- Goody, Richard M. (1921–2023), britisch-US-amerikanischer Geophysiker und Meteorologe
- Goody, Roger (* 1944), britischer Biochemiker
- Goodyear, Charles (1800–1860), US-amerikanischer Chemiker und ErfinderCharles Goodyear (1800–1860)

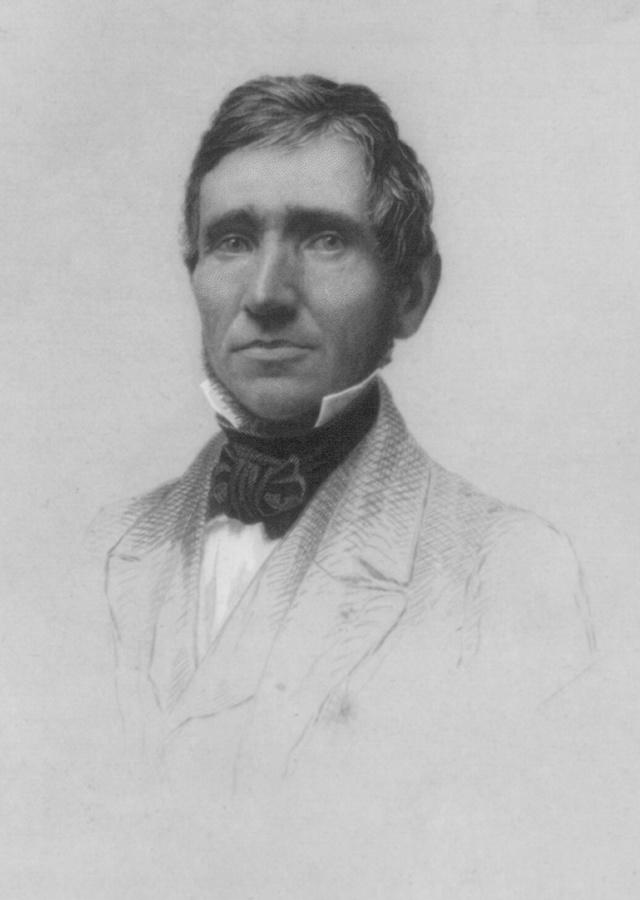
Charles Goodyear (1800–1860)

- Goodyear, Charles (1804–1876), US-amerikanischer Jurist und Politiker
- Goodyear, Scott (* 1959), kanadischer Rennfahrer
- Goodyear, Stewart (* 1978), kanadischer Pianist und Komponist
- Goodyer, John (1592–1664), englischer Botaniker
- Goodykoontz, Wells (1872–1944), US-amerikanischer Politiker

### Goof
- Goofty, Oofty (* 1862), US-amerikanischer Exzentriker und Selbstdarsteller

### Goog
- Googoosh (* 1950), iranische Sängerin und Schauspielerin

### Gooi
- Gooijer, Ruth de (1953–2008), niederländische Autorin und Dramaturgin
- Gooijer, Tristan (* 2004), niederländischer Fußballspieler

### Gool
- Gool, Joris van (* 1998), niederländischer Sprinter
- Gool, Wilma van (* 1947), niederländische Sprinterin
- Goolaerts, Michael (1994–2018), belgischer Radrennfahrer
- Goolagong Cawley, Evonne (* 1951), australische Tennisspielerin
- Goold Woolson, Abba (1838–1921), US-amerikanische Schriftstellerin
- Goold, Charles, US-amerikanischer Jazzmusiker (Schlagzeug)
- Goold, George Patrick (1922–2001), britischer Klassischer Philologe mit dem Schwerpunkt Latinistik
- Goold, James, Baron Goold (1934–1997), britischer Geschäftsmann und Politiker, Life Peer
- Goold, Rupert (* 1972), englischer Theaterleiter, Regisseur und Drehbuchautor
- Goold, Vere Thomas (1853–1909), irischer Tennisspieler, erster irischer Meister, später wegen Mordes verurteilt
- Goold-Adams, Hamilton (1858–1920), irischer Offizier und Kolonialbeamter
- Gooley, Nikki, Maskenbildner
- Gooley, Tania (* 1973), australische Beachvolleyball- und Volleyballspielerin
- Goolishian, Harold A. (1924–1991), US-amerikanischer Pionier der Familientherapie
- Goolkate, Gert (* 1970), niederländischer Fußballspieler
- Goolrick, Charles O’Conor (1876–1960), US-amerikanischer Politiker
- Goolsbee, Austan (* 1969), US-amerikanischer Ökonom
- Goolsbee, Jennifer (* 1968), US-amerikanische Eiskunstläuferin
- Goolsby, Alex (* 1987), deutscher Basketballspieler
- Goolsby, Argyle (* 1979), US-amerikanischer Horrorpunk-Musiker und Tattookünstler

### Goon
- Goon Chew, Bindee (* 1975), australische Skeletonsportlerin
- Goonan, Kathleen Ann (1952–2021), amerikanische Science-Fiction-Autorin
- Goonethileka, Buwenaka (* 1996), sri-lankischer Badmintonspieler
- Goonetilleke, Bernard Anton Bandara (* 1940), sri-lankischer Diplomat
- GoonRock (* 1975), US-amerikanischer Musikproduzent und Musiker

### Goop
- Goop, Adulf Peter (1921–2011), Liechtensteiner Rechtsberater, Heimatkundler und Mäzen
- Goop, Hansjörg (* 1956), liechtensteinischer Politiker

### Goor
- Goor, Bart (* 1973), belgischer Fußballspieler
- Goor, Bas van de (* 1971), niederländischer Volleyballspieler
- Goor, Yvan (1884–1958), belgischer Rad- und Motorradrennfahrer
- Goorbergh, Cheyenne van den (* 1997), niederländische Fußballspielerin
- Goorbergh, Zonta van den (* 2005), niederländischer Motorradrennfahrer
- Gooren, Louis (1943–2023), niederländischer Endokrinologe
- Goorhuis, Rob (* 1948), niederländischer Komponist
- Goorjian, Brian (* 1953), US-amerikanisch-australischer Basketballspieler und -trainer
- Goormaghtigh, Norbert (1890–1960), belgischer Pathologe

### Goos
- Goos, Carl (1835–1917), dänischer Jurist, Hochschullehrer, Kultusminister und Politiker, Mitglied des Folketing und Justizminister
- Goos, Carl Andreas August (1797–1855), Historien-, Genre- und Porträtmaler
- Goos, Elies (* 1989), belgische Volleyballspielerin
- Goos, Fritz (1883–1968), deutscher Physiker und Astronom
- Goos, Gerhard (1937–2020), deutscher Informatiker
- Goos, Gottfried von (1776–1822), bayerischer Offizier, Ritter des Max-Joseph-Ordens
- Goos, Hauke (* 1966), deutscher Journalist
- Goos, Marc (* 1990), niederländischer Radrennfahrer
- Goos, Michelle (* 1989), niederländische Handballspielerin
- Goos, Philippe (* 1980), deutscher Schauspieler
- Goos, Sofie (* 1980), belgischer Triathlet
- Goos, Werner, deutscher Rockmusiker, Free-Jazz-Schlagzeuger, Frontmann (Sänger und Schlagzeuger) der deutschen Krautrock-Band Guru Guru
- Goosak, William, russischer Pelzhändler
- Goosby, Fannie May (* 1902), amerikanische Bluesmusikerin (Gesang, Piano, Songwriting)
- Goosch, Adelheid (* 1929), rumäniendeutsche Malerin, Grafikerin, Bildhauerin und Kunstpädagogin
- Goose, Claire (* 1975), britische Schauspielerin
- Gooseberry, Cora (1777–1852), australische Aborigine-Frau
- Goosen, Frank (* 1966), deutscher Kabarettist und RomanautorFrank Goosen (* 1966)

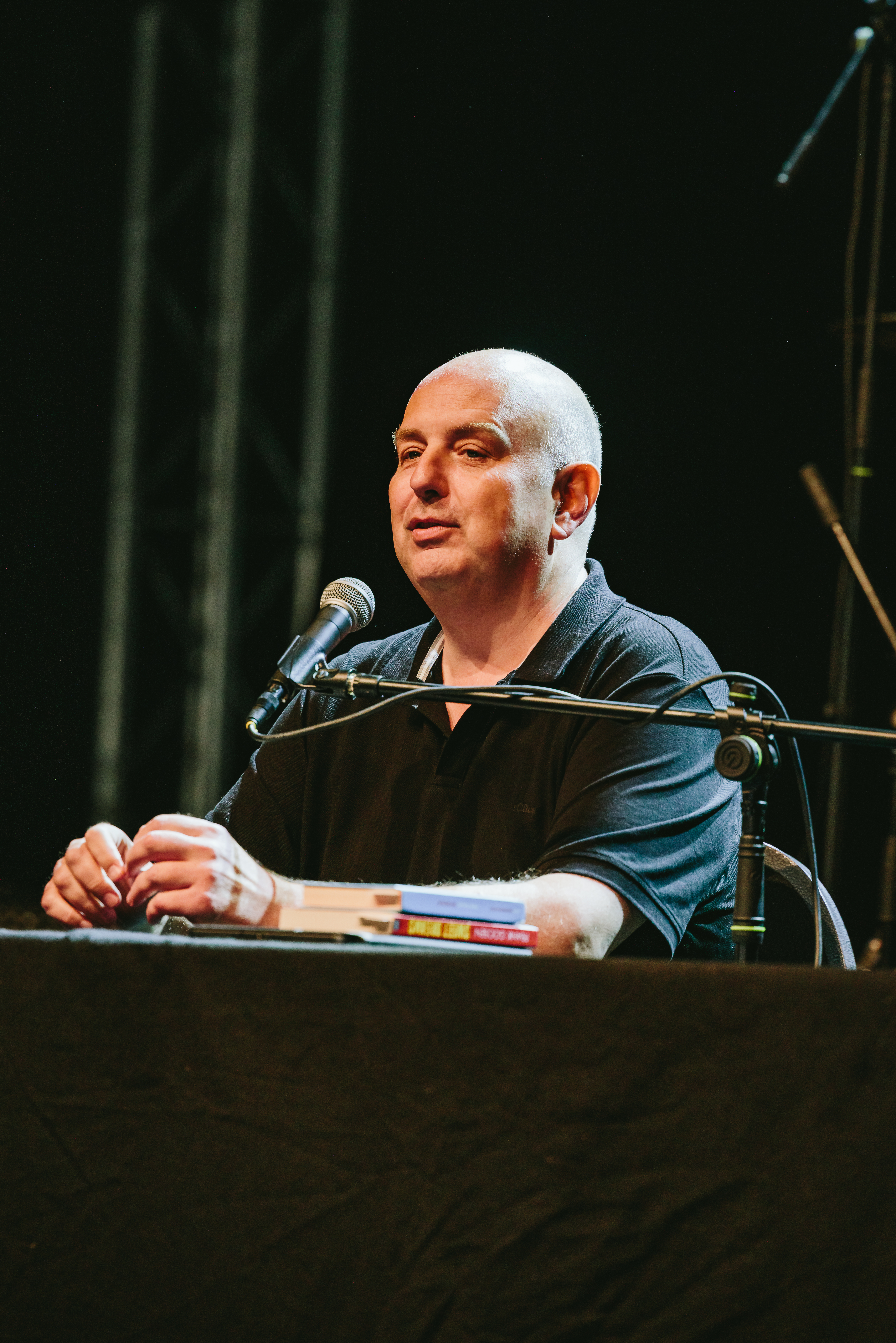
Frank Goosen (* 1966)

- Goosen, Retief (* 1969), südafrikanischer Golfer
- Goosen, Sammy (* 1892), südafrikanischer Radrennfahrer
- Goosens, Marc († 1968), belgischer Söldner
- Gooskens, Bruno (* 1938), niederländischer, katholischer Priester und Abt der Trappistenabtei Mariawald
- Goosmann, Heike (* 1966), deutsche Schauspielerin und Journalistin
- Goosmann, Meike (* 1966), deutsche Jazzmusikerin
- Goosmann, Paul (1906–1992), deutscher Pädagoge, Gewerkschafter und Politiker (SPD), MdBB
- Gooß, Roderich (1879–1951), österreichischer Historiker
- Goosse, André (1926–2019), belgischer Romanist und Grammatiker
- Goossen, Jeananne (* 1985), kanadische Schauspielerin
- Gooßen, Lukas J. (* 1969), deutscher Chemiker
- Goossen, Rachel Waltner (* 1960), US-amerikanische Historikerin
- Goossens, Carry (* 1953), belgischer Schauspieler und KomödiantCarry Goossens (* 1953)

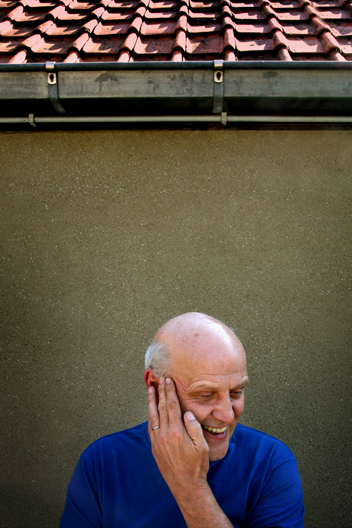
Carry Goossens (* 1953)

- Goossens, Constant (* 1937), belgischer Radrennfahrer
- Goossens, Daniel (* 1954), französischer Comiczeichner
- Goossens, Eugène (1845–1906), belgischer Dirigent
- Goossens, Eugène (1867–1958), französischer Dirigent und Violinist belgischer Herkunft
- Goossens, Eugène Aynsley (1893–1962), englischer Dirigent und Komponist
- Goossens, Hanne (* 1992), belgische Schachspielerin
- Goossens, Hermine (1878–1968), deutsche Bildhauerin und Keramikerin
- Goossens, Jan (* 1930), belgischer Literaturwissenschaftler
- Goossens, Jean-Maurice (1892–1965), belgischer Eishockeyspieler
- Goossens, Josse (1876–1929), deutscher Maler
- Goossens, Kobe (* 1996), belgischer Radrennfahrer
- Goossens, Laurens (1898–1979), deutsch-niederländischer Maler, Grafiker und Kunstlehrer
- Goossens, Léon (1897–1988), englischer Oboist
- Goossens, Lou (* 2009), belgischer KinderdarstellerLou Goossens (* 2009)

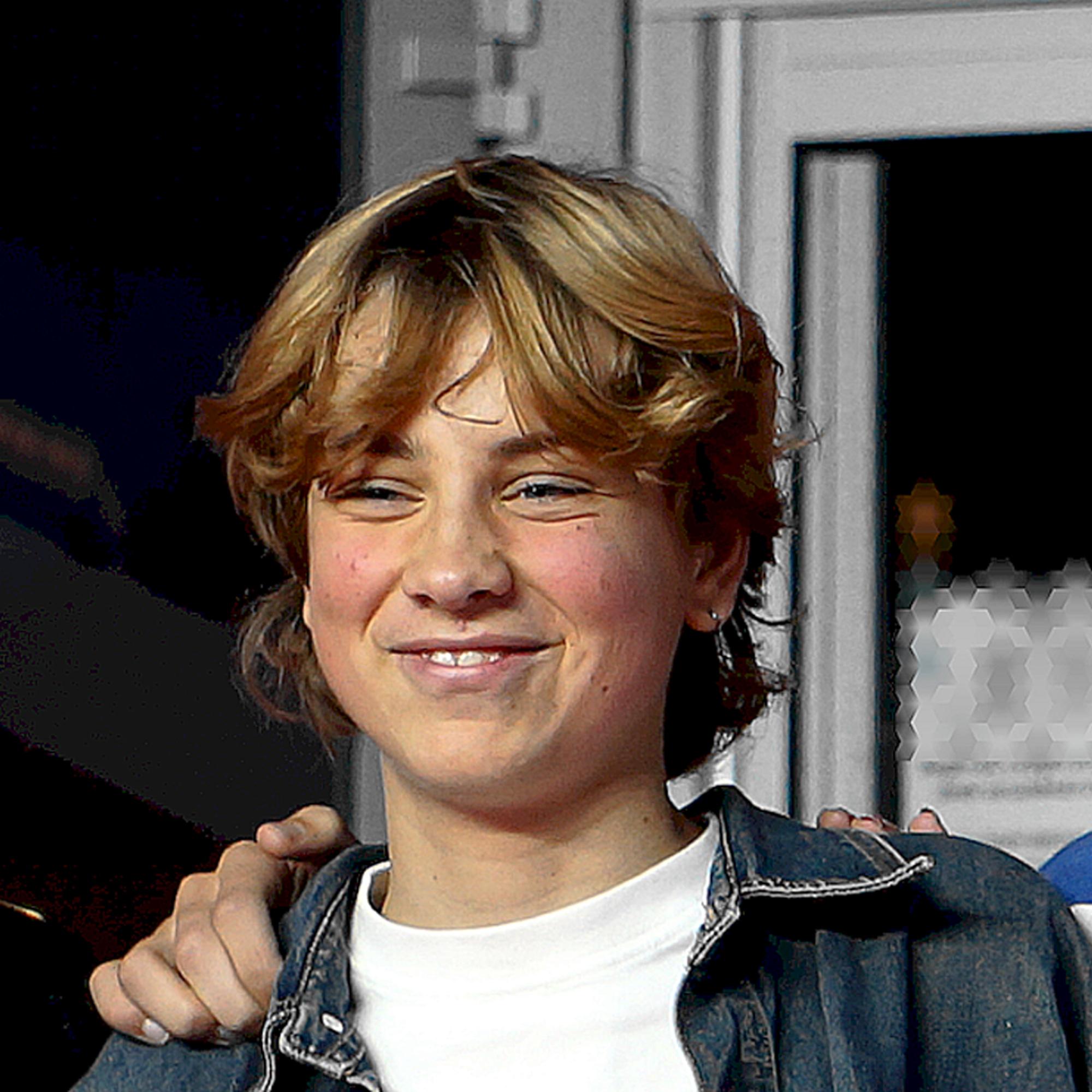
Lou Goossens (* 2009)

- Goossens, Marc (* 1969), belgischer Autorennfahrer
- Goossens, Michaël (* 1973), belgischer Fußballspieler
- Goossens, Ortaire (* 1952), belgischer Radrennfahrer
- Goossens, Peter (* 1964), belgischer Koch
- Goossens, Pierre-Lambert (1827–1906), belgischer Kardinal
- Goossens, Sidonie (1899–2004), britische Harfenistin
- Goossens, Zita (* 2000), belgische Hochspringerin
- Gooßes, Björn (* 1977), deutscher Sänger und bildender Künstler
- Goosson, Stephen (1889–1973), US-amerikanischer Szenenbildner

### Goot
- Goot, Alex (* 1988), US-amerikanischer Sänger, Instrumentalist und Produzent
- Goot, Françoise Gisou van der (* 1964), niederländische Mikrobiologin
- Goote, Thor (1899–1940), deutscher Schriftsteller und Luftfahrtingenieur

### Goov
- Goovaerts, Henri (1865–1912), niederländischer Porträtmaler

### Gooy
- Gooyer, Rijk de (1925–2011), niederländischer Schauspieler, Schriftsteller, Sänger und Kolumnist